# Harvey (film)
Harvey este un film de comedie american din 1950 regizat de Henry Koster. În rolurile principale joacă actorii James Stewart, Josephine Hull și Peggy Dow.

## Distribuție
- James Stewart...Elwood P. Dowd
- Josephine Hull...Veta Louise Simmons
- Peggy Dow...Miss Kelly
- Charles Drake...Dr. Lyman Sanderson
- Cecli Kellaway...Dr. Willie Chumley
- William Lynn...Juiz Gaffney
- Victoria Horna...Myrtle Mae Simmons
- Jesse White...Marvin Wilson
- Wallace Ford